# Acmaeoderini
Acmaeoderini  (лат.) — триба златок подсемейства Polycestinae, которая включает крупный род жуков Acmaeodera Eschscholtz, 1829, содержащий более 500 видов. Края лба параллельные или расходящиеся к вершине головы. Жилкование крыльев сильно редуцированное. Имаго обнаруживаются на цветах (антофильные).

## Систематика
4 подтрибы и 16 родов:
- триба: Acmaeoderini Kerremans, 1893

- подтриба: Odetteina Volkovitsh, 2001 — Ориентальная область

- род: Odettea Baudon, 1966 — 1 вид

- подтриба: Nothomorphina Cobos, 1955 — Афротропика

- род: Nothomorpha Saunders, 1871 — 7 видов
- род: Nothomorphoides Holm, 1986 — 1 вид
- род: Paracmaeoderoides Bell. et Westc
- род: Richtersveldia Bell.

- подтриба: Acmaeoderoidina Cobos, 1955 — Америка

- род: Acmaeoderoides Van Dyke, 1942 — 12 видов
- род: Paracmaeoderoides Bellamy & Westcott, 1996 — 1 вид

- подтриба: Acmaeoderina Kerremans, 1893

- род: Acmaeodera Eschscholtz, 1829 — более 500 видов
- род: Acmaeoderella Cobos, 1955 — 120 видов
- род: Acmaeoderopsis Barr, 1974 — 13 видов
- род: Anambodera Barr, 1974 — 7 видов
- род: Atacamita Moore, 1985 — 3 вида
- род: Brachmaeodera Volkovitsh & Bellamy, 1992 — 1 вид
- род: Cochinchinula Volkovitsh, 1984 — 3 вида
- род: Microacmaeodera Cobos, 1966 — 12 видов
- род: Thaichinula Volkovitsh, 2008 — 1 вид
- род: Xantheremia Volkovitsh, 1979 — 15 видов